# Бонин (острова)
Бони́н, или Огасава́ра (яп. 小笠原群島 Огасавара-гунто:) — группа из более 40 островов, расположенных между Марианскими островами и Японией. Административно подчинены префектуре Токио.

## Этимология названия
Японское название Мунин-сима означает «безлюдные острова».

## География
Состоят из нескольких групп: Мукосима (Пэрри), Титисима (Бичи), Хахасима (Бэйли) и других. Площадь островов по разным данным от 84 до 104 км².
К югу-западу и к юго-востоку от островов Бонин расположены два одиночных острова, иногда относимые к этой группе: Окинотори (Паресе-Вела) и Минамитори (Маркус).
Административно к архипелагу Огасавара через округ Огасавара (в составе префектуры Токио) также относятся необитаемые атолловый остров Минамитори и отдалённые атолловые острова Окинотори.
Бонинские острова являются районом активного вулканизма. Так, рядом с островом Нисиносима, лежащим к северу от группы Кадзан, в 2013 году в результате извержения вулкана образовался новый остров. Через несколько месяцев он слился с Нисиносимой, не получив официального названия, и продолжил расти.
Климат — субтропический океанический.

### Список островов
- Мукосима острова Мукосима (яп. 聟島列島 мукодзима рэтто:,  6,57 км²)
  - Мукосима (яп. 聟島, 27°40′50″ с. ш. 142°08′28″ в. д.HGЯO, 2,57 км²)
  - Китаносима (яп. 北之島, 27°43′06″ с. ш. 142°05′59″ в. д.HGЯO, 0,19 км²)
  - Наканосима (яп. 中ノ島, 27°43′00″ с. ш. 142°06′30″ в. д.HGЯO)
  - Сасауо[7] (яп. 笹魚島, 27°42′57″ с. ш. 142°07′26″ в. д.HGЯO)
  - Тори (яп. 鳥島, 27°40′46″ с. ш. 142°07′33″ в. д.HGЯO)
  - Харуноива (яп. 針之岩, 27°39′34″ с. ш. 142°09′28″ в. д.HGЯO)
  - Накодо (яп. 媒島 нако:додзима, 27°37′42″ с. ш. 142°10′38″ в. д.HGЯO, 1,58 км²)
  - Тори (яп. 鳥島, 27°37′28″ с. ш. 142°10′19″ в. д.HGЯO)
  - Йоме (яп. 嫁島, 27°29′43″ с. ш. 142°12′42″ в. д.HGЯO, 0,85 км²)
  - Маэдзима (яп. 前島, 27°29′17″ с. ш. 142°12′26″ в. д.HGЯO)
  - Усиродзима (яп. 後島, 27°29′38″ с. ш. 142°13′07″ в. д.HGЯO)
- Титисима острова Титисима (яп. 父島列島 титидзима рэтто:,  38,89 км²)
  - Титисима (яп. 父島, 27°04′10″ с. ш. 142°12′49″ в. д.HGЯO, 23,99 км²)
  - Маго (яп. 孫島, 27°11′41″ с. ш. 142°11′45″ в. д.HGЯO)
  - Отото (яп. 弟島 ото:тодзима, 27°10′00″ с. ш. 142°11′26″ в. д.HGЯO, 5,30 км²)
  - Ани (яп. 兄島, 27°07′22″ с. ш. 142°12′35″ в. д.HGЯO)
  - Хётан (яп. 瓢箪島 хё:тандзима, 27°07′41″ с. ш. 142°10′45″ в. д.HGЯO)
  - Нисидзима (яп. 西島, 27°07′02″ с. ш. 142°10′04″ в. д.HGЯO, 0,49 км²)
  - Хитомару (яп. 人丸島, 27°07′02″ с. ш. 142°11′11″ в. д.HGЯO)
  - Накадори (яп. 中通島 накадо:ридзима) 27°06′24″ с. ш. 142°11′35″ в. д.HGЯO
  - Хигасидзима (яп. 東島, 27°05′35″ с. ш. 142°14′43″ в. д.HGЯO, 0,28 км²)
  - Тацуми (яп. 巽島, 27°02′47″ с. ш. 142°14′25″ в. д.HGЯO)
  - Татедзима (яп. 縦島, 27°02′48″ с. ш. 142°10′57″ в. д.HGЯO)
  - Каннуки (яп. 閂島, 27°02′37″ с. ш. 142°10′41″ в. д.HGЯO)
  - Минамидзима (яп. 南島, 27°02′19″ с. ш. 142°10′31″ в. д.HGЯO, 0,34 км²)
  - Рейган (яп. 霊岸島, 27°02′13″ с. ш. 142°11′11″ в. д.HGЯO)
- Хахасима острова Хахасима (яп. 母島列島 хахадзима рэтто:,  27,54 км²)
  - Хахасима (яп. 母島, 26°39′33″ с. ш. 142°09′31″ в. д.HGЯO, 20,80 км²)
  - Кацуодори (яп. 鰹鳥島, 26°36′12″ с. ш. 142°10′38″ в. д.HGЯO)
  - Окацудори (яп. 小鰹鳥島, 26°36′03″ с. ш. 142°10′24″ в. д.HGЯO)
  - Накакацудори (яп. 中鰹鳥島, 26°36′00″ с. ш. 142°10′31″ в. д.HGЯO)
  - Мукодзима (яп. 向島 муко:дзима) 26°36′07″ с. ш. 142°07′51″ в. д.HGЯO, 1,45 км²
  - Марудзима (яп. 丸島, 26°35′40″ с. ш. 142°10′06″ в. д.HGЯO)
  - Футаго (яп. 二子島, 26°35′28″ с. ш. 142°09′54″ в. д.HGЯO)
  - Хирадзима (яп. 平島, 26°35′07″ с. ш. 142°09′22″ в. д.HGЯO, 0,60 км²)
  - Меи (яп. 姪島, 26°34′09″ с. ш. 142°13′55″ в. д.HGЯO, 1,13 км²)
  - Тори (яп. 鳥島, 26°33′57″ с. ш. 142°13′58″ в. д.HGЯO)
  - Яги (яп. 野羊島, 26°33′58″ с. ш. 142°12′46″ в. д.HGЯO)
  - Имото (яп. 妹島 имо:тодзима) 26°33′34″ с. ш. 142°12′34″ в. д.HGЯO, 1,36 км²
  - Тори (яп. 鳥島, 26°33′05″ с. ш. 142°12′27″ в. д.HGЯO)
  - Китатори (яп. 北鳥島, 26°33′50″ с. ш. 142°09′35″ в. д.HGЯO)
  - Ане (яп. 姉島, 26°33′15″ с. ш. 142°09′25″ в. д.HGЯO, 1,67 км²)
  - Минамитори (яп. 南鳥島, 26°32′26″ с. ш. 142°09′19″ в. д.HGЯO)
- острова Кадзан (яп. 火山列島 Кадзан Рэтто:)
  - о. Северный Иото (яп. 北硫黄島 Кита ио:то:) — площадь 5,57 км²)
  - о. Иото (яп. 硫黄島 Ио:то:) — 20,6 км²)
  - о. Южный Иото (яп. 南硫黄島 Минами ио:то:) — 3,54 км²)
- остров Нисиносима (яп. 西ノ島町)
  - о. Нисиносима

## История
Острова Бонин известны европейцам с 1543 года — 2 октября 1543 года испанская экспедиция под командованием Бернардо де ла Торре на судне Сан-Хуан (исп. San Juan) пристала к острову Хахадзима. Новый архипелаг он назвал «Ислас-дель-Арзобиспо» (исп. Islas del Arzobispo — Острова архиепископа).
В 1593 году эти острова открыли японцы. В дальнейшем на них были организованы японские колонии для преступников, брошенные в 1725 году.
В 1639 году острова были снова открыты голландцами Тасманом и Квастом и названы островами Грахт.
В 1823 году к ним пристал капитан американского китоловного судна Коффин (англ. James Coffin).
В 1827 году они были заняты от имени Великобритании капитаном Бичи (англ. F. W. Beechey), но британцы никак не стали осваивать их.
В 1828 году Ф. Литке посетил эти острова и объявил их владением Российской империи, но Россия, также как и Великобритания, не стала колонизировать их.
В 1830 году на острове Пиле основана маленькая колония переселенцев с Сандвичевых островов.
В 1853 году острова посетил И. А. Гончаров. Он описал их в книге «Фрегат „Паллада“».
С 1876 года Бонинские острова находятся во владении Японии, на 1881 год они значились провинцией Огаса-Вораима с населением в 151 житель.
Во время Второй мировой войны острова Бонин были захвачены США, возвращены Японии в 1968 году. На самом южном острове — Иодзима — имеется японская военно-морская база.

## Население
Численность населения в 1970 г. — 300 человек, в 2021 году население островов составило 2560 человек (2120 на Титисиме и 440 на Хахасиме). Всё население сосредоточено на островах Титисима и Хахасима и состоит из японцев и европейско-океанийских метисов. Почти всё население имеет японское гражданство и свободно владеет японским языком.

## Организации
- Телескоп входит в состав Национальной астрономической обсерватории Японии.[10]
- Школа
- Окружное управление